# Wild Thing
Wild Thing är även titeln på en film från 1987.
Wild Thing är en låt skriven av Chip Taylor och ursprungligen inspelad av den amerikanska rockgruppen The Wild Ones 1965. Det var dock ett år senare som låten blev internationellt känd då den brittiska rockgruppen the Troggs spelade in den och gav ut på singel. Låten känns lätt igen på sitt gitarriff bestående av tre ackord, och är lätt att spela på gitarr. The Troggs version är också notabel för att den innehåller ett occarina-solo.
I USA pågick en dispyt om vilket skivbolag som skulle få distribuera The Troggs och därför gavs singeln ut både på skivbolaget Atco och Fontana där. Då inspelningen var den samma kombinerade Billboardlistan försäljningen av låten från båda bolag.
Låten har senare spelats in av Jimi Hendrix som spelade den live på Monterey Pop Festival, och avslutade låten genom att tända eld på sin gitarr.
The Troggs version av låten listades år 2003 som #257 (senare 261) av magasinet Rolling Stone i listan The 500 Greatest Songs of All Time. Låten finns även med på Rock and Roll Hall of Fames lista "500 låtar som skapade rock'n'roll".
En inspelning av "Wild Thing - en "musikvideo" - gjordes på Odenplans tunnelbanestation i Stockholm.

## Listplaceringar
| Lista (1966)   | Position         |
| -------------- | ---------------- |
| Finland        | 22               |
| Flandern       | 15               |
| Frankrike      | 30               |
| Irland         | 5                |
| Kanada         | 2                |
| Nederländerna  | 5                |
| Storbritannien | 2                |
| Sverige        | 9 (Kvällstoppen) |
| Sverige        | 5 (Tio i topp)   |
| USA            | 1                |
| Vallonien      | 36               |
| Västtyskland   | 7                |
| Österrike      | 5                |